# Livonské vévodství

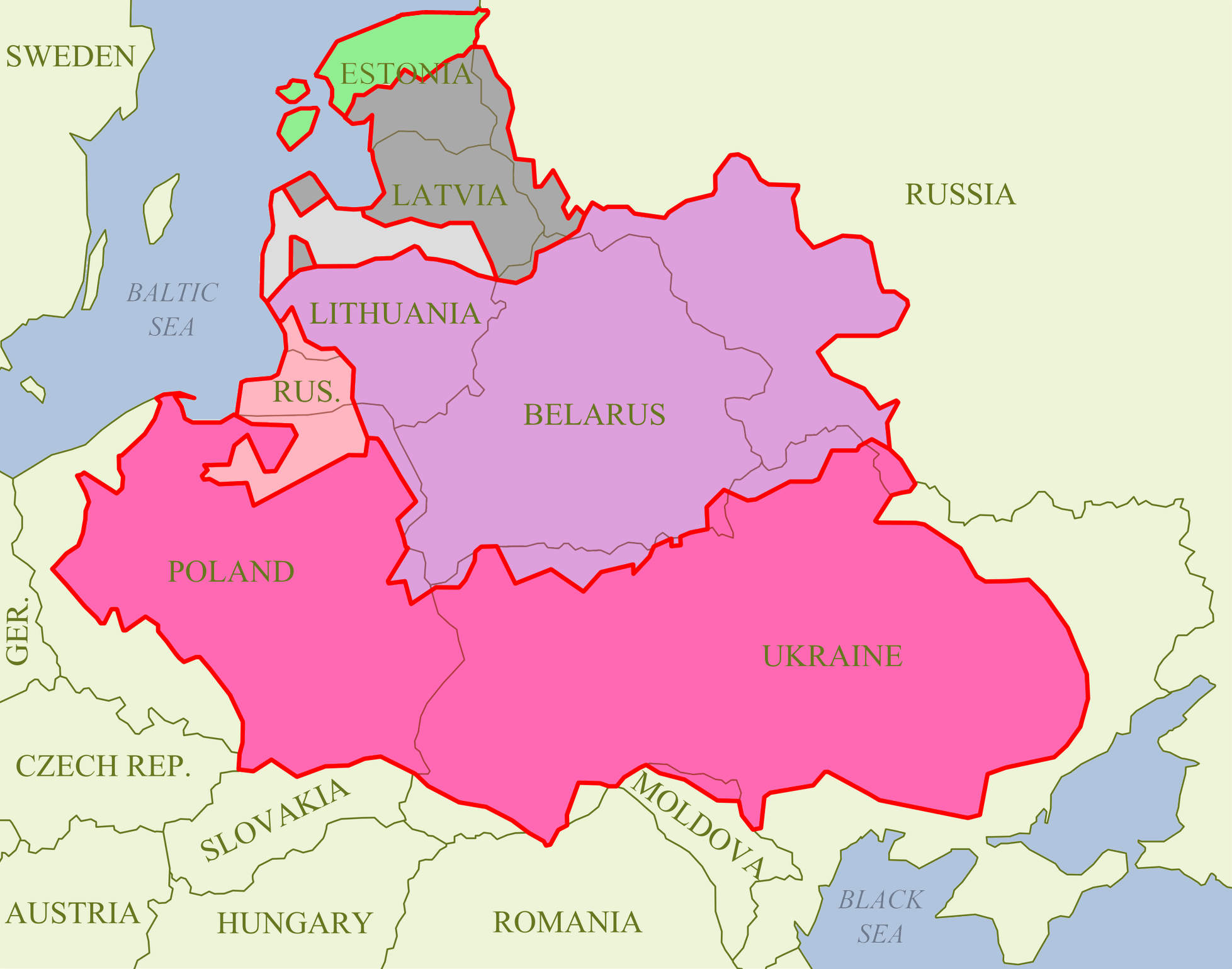
Mapa Pobaltí k roku 1619, s vyznačením hranic současných států. Tmavě šedě Livonské vévodství, světle šedě Kuronsko-zemgalské vévodství, růžově polské území, fialově litevské, zeleně oblast pod kontrolou Švédů a Dánů, oranžově oblast pod kontrolou Pruska

Livonské vévodství (lotyšsky: Pārdaugavas hercogiste; estonsky: Liivimaa hertsogkond; litevsky: Livonijos kunigaikštystė; polsky: Księstwo Zadźwińskie nebo Księstwo Inflanckie) byl vazalský stát Litevské velkovévodství a posléze Polsko-litevské unie, který existoval v letech 1561–1629. Nacházel se na území dnešních států Lotyšsko a Estonsko, z malé části též na územní Ruska a Běloruska. Zanikl dobytím Švédy.
Státní útvar vznikl po livonských válkách, kdy Terra Mariana (historické území Livonsko) byla na základě Vilniuské smlouvy rozdělena: v jedné její části vzniklo Kuronské a zemgalské vévodství (hlavní město Kuldīga, později Jelgava), které bylo sice také vazalským státem Litvy, ale vládu si podržela dynastie posledního velmistra Livonského řádu, Kettlerové. Ve druhé části (na historických územích Vidzeme a Latgalsko) vzniklo Livonské vévodství, které Litva kontrolovala plně. Hlavním městem bylo Viljandi, tehdy zvané Fellin. Roku 1566 se šlechta Livonského vévodství dohodla v Litevským velkoknížectvím na vzniku úřadu guvernéra vybíraného z řad místní šlechty, prvním se stal Jan Chodkiewicz, jeden z nejslavnějších polsko-litevských magnátů 16. století. Své sídlo měl guvernér na hradě Sigulda. Po vzniku Lublinské unie se vévodství stalo kondominiem, v němž se o správu dělily polská koruna a Litevci. Naopak Kuronské a zemgalské vévodství přešlo čistě pod polskou správu. Většina území vévodství byla dobyta Švédskem v polsko-švédské válce (1626–1629). Vzniklo tak Švédské Livonsko. Malé zbytky území, jež zůstaly Polsko-litevské unii (k nimž bylo připojeno bývalé Wendenské vévodství), byly pak nazývány Inflanské vévodství (Województwo inflanckie).